# تبدیل انرژی گرمایی اقیانوس
تبدیل انرژی گرمایی اقیانوس (OTEC) از اختلاف دما بین عمق سردتر و سطح یا عمق کمتر گرمتر آب اقیانوس برای به حرکت درآوردن موتور گرمایی و انجام کار مفید (معمولاً به صورت برق) استفاده می‌شود.
OTEC یکی از منابع انرژی تجدیدپذیر است و قابلیت تولید انرژی تا ۸۸۰۰۰ تراوات ساعت در سال را دارد.
سیستم‌ها به دو صورت سیکل بسته و سیکل باز هستند. OTEC سیکل بسته با استفاده از مایعات کار می‌کند. مانند آمونیاک یا R-134a. این مایعات دارای نقاط جوش پایین هستند و برای تولید برق مناسب هستند. اغلب چرخه حرارت OTEC تا به امروز چرخه رانکین است.
OTEC همچنین می‌تواند مقدار آب سرد را به عنوان یک محصول جانبی عرضه کند. این می‌تواند برای تهویه مطبوع و تبرید استفاده شود. آب‌های عمیق اقیانوس غنی از مواد معدنی می‌توانند از فناوری‌های بیولوژیکی تغذیه کنند. یکی دیگر از محصولات جانبی، تولید آب شیرین از دریا است.
نظریه استفاده از انرژی گرمایی اقیانوس‌ها، برای اولین بار در سال ۱۸۸۰ شکل گرفت. در حال حاضر تنها کارخانه OTEC فعال در جهان در ژاپن تحت نظارت دانشگاه Saga است.